# Col du Sapet (monts du Vivarais)
Pour les articles homonymes, voir col du Sapet.
Le col du Sapet est un col situé dans le Massif central en France. Il se trouve entre les départements de la Haute-Loire et de l'Ardèche, à une altitude de 1 089 mètres.

## Toponymie
Sapet fait référence à un endroit planté de sapins, généralement une sapinière. Le terme trouve son origine dans l'occitan « Sap », dérivé du latin « Sappīnus » signifiant sapin.

## Géographie
Le col est dans les monts du Vivarais, à proximité du suc Pointu. Il est accessible en prenant la route départementale 18 depuis Saint-Julien-Molhesabate ou Saint-Bonnet-le-Froid.

## Randonnée
Il est parcouru par le sentier de grande randonnée 7.